# Copa Libertadores 1973
La Copa Libertadores 1973 fue la decimocuarta edición del torneo de clubes más importante de América del Sur, organizado por la Confederación Sudamericana de Fútbol, en la que participaron equipos de nueve países sudamericanos: Argentina, Bolivia, Brasil, Chile, Colombia, Ecuador, Paraguay, Perú y Uruguay. En esta oportunidad, los dos representantes venezolanos, Deportivo Italia y Deportivo Galicia —campeón y subcampeón, respectivamente—, no disputaron la competición por problemas internos en el seno de la federación de su país.
El campeón fue Independiente de Argentina, revalidando el título logrado en la edición anterior. Convirtiéndose en el primer club en conseguir dos bicampeonatos en esta competición. De esta manera, alcanzó su cuarta estrella y superó la línea de tres campeonatos que compartía con Estudiantes de La Plata y Peñarol, transformándose en el club con más Copas Libertadores, récord que posee hasta la actualidad ya que posteriormente extendería su palmarés a siete. Por la consagración, jugó la Copa Intercontinental 1973 contra Juventus de Italia, y clasificó a la segunda fase de la Copa Libertadores 1974.

## Formato
El campeón vigente accedió de manera directa a la segunda fase, mientras que los 18 equipos restantes disputaron la primera. En ella, los clubes fueron divididos en cinco grupos, cuatro conformado por 4 equipos y uno por 2 equipos —esto debido al desistimiento de los clubes venezolanos—. Las zonas se hallaban divididas de acuerdo a los países de origen de cada club, de manera que los dos representantes de una misma asociación nacional debían caer en el mismo grupo. El ganador de cada uno de los cinco grupos clasificó a la segunda fase, uniéndose al campeón vigente, estableciéndose dos zonas de 3 equipos. El primer posicionado en cada una de ellas accedió a la final, que se llevó a cabo en encuentros de ida y vuelta, disputándose un partido de desempate en caso de ser necesario.
|                           |                           | Equipos que entran en esta fase                                                               | Equipos que provienen de la fase anterior |
| ------------------------- | ------------------------- | --------------------------------------------------------------------------------------------- | ----------------------------------------- |
| Primera fase (18 equipos) | Primera fase (18 equipos) | - 2 equipos de Argentina, Bolivia, Brasil, Chile, Colombia, Ecuador, Paraguay, Perú y Uruguay |                                           |
| Segunda fase (6 equipos)  | Segunda fase (6 equipos)  | - 1 equipo, campeón de la Copa Libertadores 1972                                              | - 5 equipos primeros de la Primera fase   |
| Final (2 equipos)         | Final (2 equipos)         |                                                                                               | - 2 equipos primeros de la Segunda fase   |

## Equipos participantes
En cursiva los equipos debutantes en el torneo.
| País                                | Equipo                                | Vía de clasificación                                                                                              |
| ----------------------------------- | ------------------------------------- | --- |
| Argentina 2 cupos + campeón vigente | Independiente San Lorenzo River Plate | Campeón de la Copa Libertadores 1972 Campeón del Campeonato Nacional 1972 Subcampeón del Campeonato Nacional 1972 |
| Bolivia 2 cupos                     | Jorge Wilstermann Oriente Petrolero   | Campeón del Campeonato de Primera División 1972 Subcampeón del Campeonato de Primera División 1972                |
| Brasil 2 cupos                      | Palmeiras Botafogo                    | Campeón del Campeonato Brasileño de 1972 Subcampeón del Campeonato Brasileño de 1972                              |
| Chile 2 cupos                       | Colo-Colo Unión Española              | Campeón del Campeonato de Primera División 1972 Subcampeón del Campeonato de Primera División 1972                |
| Colombia 2 cupos                    | Millonarios Deportivo Cali            | Campeón del Campeonato Colombiano 1972 Subcampeón del Campeonato Colombiano 1972                                  |
| Ecuador 2 cupos                     | Emelec El Nacional                    | Campeón del Campeonato Ecuatoriano de 1972 Subcampeón del Campeonato Ecuatoriano de 1972                          |
| Paraguay 2 cupos                    | Cerro Porteño Olimpia                 | Campeón del Campeonato Paraguayo de 1972 Subcampeón del Campeonato Paraguayo de 1972                              |
| Perú 2 cupos                        | Sporting Cristal Universitario        | Campeón del Campeonato Descentralizado 1972 Subcampeón del Campeonato Descentralizado 1972                        |
| Uruguay 2 cupos                     | Nacional Peñarol                      | Campeón del Campeonato Uruguayo de 1972 Subcampeón del Campeonato Uruguayo de 1972                                |

### Distribución geográfica de los equipos
Distribución geográfica de las sedes de los equipos participantes:

## Primera fase

### Grupo 1
| Equipo            | Pts. | PJ | PG | PE | PP | GF | GC | DG  |
| ----------------- | ---- | -- | -- | -- | -- | -- | -- | --- |
| San Lorenzo       | 10   | 6  | 5  | 0  | 1  | 15 | 1  | 14  |
| Jorge Wilstermann | 7    | 6  | 3  | 1  | 2  | 6  | 8  | –2  |
| River Plate       | 5    | 6  | 2  | 1  | 3  | 12 | 10 | 2   |
| Oriente Petrolero | 2    | 6  | 1  | 0  | 5  | 5  | 19 | –14 |

| \| Fecha \| Lugar \| Local \| Resultado \| Visitante \| \| ------------- \| ------------ \| ----------------- \| --------- \| ----------------- \| \| 25 de febrero \| Santa Cruz \| Oriente Petrolero \| 1:3 \| River Plate \| \| 25 de febrero \| Cochabamba \| Jorge Wilstermann \| 1:0 \| San Lorenzo \| \| 28 de febrero \| Santa Cruz \| Oriente Petrolero \| 0:3 \| San Lorenzo \| \| 28 de febrero \| Cochabamba \| Jorge Wilstermann \| 1:0 \| River Plate \| \| 11 de marzo \| Santa Cruz \| Oriente Petrolero \| 3:1 \| Jorge Wilstermann \| \| 13 de marzo \| Buenos Aires \| San Lorenzo \| 1:0 \| River Plate \| \| 19 de marzo \| Buenos Aires \| River Plate \| 2:2 \| Jorge Wilstermann \| \| 20 de marzo \| Buenos Aires \| San Lorenzo \| 4:0 \| Oriente Petrolero \| \| 22 de marzo \| Buenos Aires \| San Lorenzo \| 3:0 \| Jorge Wilstermann \| \| 23 de marzo \| Buenos Aires \| River Plate \| 7:1 \| Oriente Petrolero \| \| 27 de marzo \| Buenos Aires \| River Plate \| 0:4 \| San Lorenzo \| \| 27 de marzo \| Cochabamba \| Jorge Wilstermann \| 1:0 \| Oriente Petrolero \| |              |                   |           |                   |
| Fecha | Lugar        | Local             | Resultado | Visitante         |
| 25 de febrero | Santa Cruz   | Oriente Petrolero | 1:3       | River Plate       |
| 25 de febrero | Cochabamba   | Jorge Wilstermann | 1:0       | San Lorenzo       |
| 28 de febrero | Santa Cruz   | Oriente Petrolero | 0:3       | San Lorenzo       |
| 28 de febrero | Cochabamba   | Jorge Wilstermann | 1:0       | River Plate       |
| 11 de marzo | Santa Cruz   | Oriente Petrolero | 3:1       | Jorge Wilstermann |
| 13 de marzo | Buenos Aires | San Lorenzo       | 1:0       | River Plate       |
| 19 de marzo | Buenos Aires | River Plate       | 2:2       | Jorge Wilstermann |
| 20 de marzo | Buenos Aires | San Lorenzo       | 4:0       | Oriente Petrolero |
| 22 de marzo | Buenos Aires | San Lorenzo       | 3:0       | Jorge Wilstermann |
| 23 de marzo | Buenos Aires | River Plate       | 7:1       | Oriente Petrolero |
| 27 de marzo | Buenos Aires | River Plate       | 0:4       | San Lorenzo       |
| 27 de marzo | Cochabamba   | Jorge Wilstermann | 1:0       | Oriente Petrolero |

### Grupo 2
| Equipo    | Pts. | PJ | PG | PE | PP | GF | GC | DG |
| --------- | ---- | -- | -- | -- | -- | -- | -- | -- |
| Botafogo  | 9    | 6  | 4  | 1  | 1  | 15 | 9  | 6  |
| Palmeiras | 9    | 6  | 4  | 1  | 1  | 10 | 6  | 4  |
| Nacional  | 4    | 6  | 1  | 2  | 3  | 8  | 9  | –1 |
| Peñarol   | 2    | 6  | 0  | 2  | 4  | 4  | 13 | –9 |

| \| Fecha \| Lugar \| Local \| Resultado \| Visitante \| \| ------------- \| -------------- \| --------- \| --------- \| --------- \| \| 17 de febrero \| Montevideo \| Nacional \| 2:0 \| Peñarol \| \| 17 de febrero \| São Paulo \| Palmeiras \| 3:2 \| Botafogo \| \| 24 de febrero \| Río de Janeiro \| Botafogo \| 3:2 \| Nacional \| \| 25 de febrero \| São Paulo \| Palmeiras \| 2:0 \| Peñarol \| \| 28 de febrero \| São Paulo \| Palmeiras \| 1:1 \| Nacional \| \| 1 de marzo \| Río de Janeiro \| Botafogo \| 4:1 \| Peñarol \| \| 10 de marzo \| Montevideo \| Peñarol \| 1:1 \| Nacional \| \| 12 de marzo \| Río de Janeiro \| Botafogo \| 2:0 \| Palmeiras \| \| 14 de marzo \| Montevideo \| Peñarol \| 2:2 \| Botafogo \| \| 17 de marzo \| Montevideo \| Nacional \| 1:2 \| Botafogo \| \| 21 de marzo \| Montevideo \| Peñarol \| 0:2 \| Palmeiras \| \| 24 de marzo \| Montevideo \| Nacional \| 1:2 \| Palmeiras \| |                |           |           |           |
| Fecha | Lugar          | Local     | Resultado | Visitante |
| 17 de febrero | Montevideo     | Nacional  | 2:0       | Peñarol   |
| 17 de febrero | São Paulo      | Palmeiras | 3:2       | Botafogo  |
| 24 de febrero | Río de Janeiro | Botafogo  | 3:2       | Nacional  |
| 25 de febrero | São Paulo      | Palmeiras | 2:0       | Peñarol   |
| 28 de febrero | São Paulo      | Palmeiras | 1:1       | Nacional  |
| 1 de marzo | Río de Janeiro | Botafogo  | 4:1       | Peñarol   |
| 10 de marzo | Montevideo     | Peñarol   | 1:1       | Nacional  |
| 12 de marzo | Río de Janeiro | Botafogo  | 2:0       | Palmeiras |
| 14 de marzo | Montevideo     | Peñarol   | 2:2       | Botafogo  |
| 17 de marzo | Montevideo     | Nacional  | 1:2       | Botafogo  |
| 21 de marzo | Montevideo     | Peñarol   | 0:2       | Palmeiras |
| 24 de marzo | Montevideo     | Nacional  | 1:2       | Palmeiras |

Partido desempate
| Fecha       | Lugar          |          | Resultado |           |
| ----------- | -------------- | -------- | --------- | --------- |
| 29 de marzo | Río de Janeiro | Botafogo | 2:1       | Palmeiras |

### Grupo 3
| Equipo         | Pts. | PJ | PG | PE | PP | GF | GC | DG |
| -------------- | ---- | -- | -- | -- | -- | -- | -- | -- |
| Colo-Colo      | 8    | 6  | 3  | 2  | 1  | 16 | 4  | 12 |
| Emelec         | 7    | 6  | 3  | 1  | 2  | 6  | 7  | –1 |
| El Nacional    | 5    | 6  | 2  | 1  | 3  | 5  | 10 | –5 |
| Unión Española | 4    | 6  | 1  | 2  | 3  | 3  | 9  | –6 |

| \| Fecha \| Lugar \| Local \| Resultado \| Visitante \| \| ------------- \| --------- \| -------------- \| --------- \| -------------- \| \| 25 de febrero \| Guayaquil \| Emelec \| 2:0 \| El Nacional \| \| 1 de marzo \| Santiago \| Colo-Colo \| 5:0 \| Unión Española \| \| 11 de marzo \| Guayaquil \| Emelec \| 1:0 \| Unión Española \| \| 11 de marzo \| Quito \| El Nacional \| 1:1 \| Colo-Colo \| \| 14 de marzo \| Guayaquil \| Emelec \| 1:0 \| Colo-Colo \| \| 14 de marzo \| Quito \| El Nacional \| 1:0 \| Unión Española \| \| 18 de marzo \| Quito \| El Nacional \| 1:0 \| Emelec \| \| 18 de marzo \| Santiago \| Unión Española \| 0:0 \| Colo-Colo \| \| 22 de marzo \| Santiago \| Unión Española \| 2:1 \| El Nacional \| \| 24 de marzo \| Santiago \| Unión Española \| 1:1 \| Emelec \| \| 25 de marzo \| Santiago \| Colo-Colo \| 5:1 \| El Nacional \| \| 28 de marzo \| Santiago \| Colo-Colo \| 5:1 \| Emelec \| |           |                |           |                |
| Fecha | Lugar     | Local          | Resultado | Visitante      |
| 25 de febrero | Guayaquil | Emelec         | 2:0       | El Nacional    |
| 1 de marzo | Santiago  | Colo-Colo      | 5:0       | Unión Española |
| 11 de marzo | Guayaquil | Emelec         | 1:0       | Unión Española |
| 11 de marzo | Quito     | El Nacional    | 1:1       | Colo-Colo      |
| 14 de marzo | Guayaquil | Emelec         | 1:0       | Colo-Colo      |
| 14 de marzo | Quito     | El Nacional    | 1:0       | Unión Española |
| 18 de marzo | Quito     | El Nacional    | 1:0       | Emelec         |
| 18 de marzo | Santiago  | Unión Española | 0:0       | Colo-Colo      |
| 22 de marzo | Santiago  | Unión Española | 2:1       | El Nacional    |
| 24 de marzo | Santiago  | Unión Española | 1:1       | Emelec         |
| 25 de marzo | Santiago  | Colo-Colo      | 5:1       | El Nacional    |
| 28 de marzo | Santiago  | Colo-Colo      | 5:1       | Emelec         |

### Grupo 4
| Equipo         | Pts. | PJ | PG | PE | PP | GF | GC | DG |
| -------------- | ---- | -- | -- | -- | -- | -- | -- | -- |
| Millonarios    | 3    | 2  | 1  | 1  | 0  | 6  | 2  | 4  |
| Deportivo Cali | 1    | 2  | 0  | 1  | 1  | 2  | 6  | –4 |

| \| Fecha \| Lugar \| Local \| Resultado \| Visitante \| \| ----------- \| ------ \| -------------- \| --------- \| -------------- \| \| 15 de marzo \| Bogotá \| Millonarios \| 6:2 \| Deportivo Cali \| \| 21 de marzo \| Cali \| Deportivo Cali \| 0:0 \| Millonarios \| |        |                |           |                |
| Fecha | Lugar  | Local          | Resultado | Visitante      |
| 15 de marzo | Bogotá | Millonarios    | 6:2       | Deportivo Cali |
| 21 de marzo | Cali   | Deportivo Cali | 0:0       | Millonarios    |

### Grupo 5
| Equipo           | Pts. | PJ | PG | PE | PP | GF | GC | DG |
| ---------------- | ---- | -- | -- | -- | -- | -- | -- | -- |
| Cerro Porteño    | 9    | 6  | 4  | 1  | 1  | 14 | 5  | 9  |
| Olimpia          | 6    | 6  | 3  | 0  | 3  | 9  | 9  | 0  |
| Sporting Cristal | 6    | 6  | 2  | 2  | 2  | 5  | 9  | –4 |
| Universitario    | 3    | 6  | 1  | 1  | 4  | 5  | 10 | –5 |

| \| Fecha \| Lugar \| Local \| Resultado \| Visitante \| \| ------------- \| -------- \| ---------------- \| --------- \| ---------------- \| \| 2 de febrero \| Lima \| Sporting Cristal \| 2:2 \| Universitario \| \| 4 de febrero \| Asunción \| Cerro Porteño \| 4:2 \| Olimpia \| \| 14 de febrero \| Lima \| Universitario \| 2:1 \| Olimpia \| \| 17 de febrero \| Lima \| Sporting Cristal \| 1:0 \| Olimpia \| \| 19 de febrero \| Lima \| Universitario \| 0:2 \| Cerro Porteño \| \| 22 de febrero \| Lima \| Sporting Cristal \| 1:1 \| Cerro Porteño \| \| 2 de marzo \| Asunción \| Olimpia \| 2:1 \| Cerro Porteño \| \| 2 de marzo \| Lima \| Universitario \| 0:1 \| Sporting Cristal \| \| 9 de marzo \| Asunción \| Olimpia \| 3:1 \| Universitario \| \| 15 de marzo \| Asunción \| Cerro Porteño \| 1:0 \| Universitario \| \| 16 de marzo \| Asunción \| Olimpia \| 1:0 \| Sporting Cristal \| \| 20 de marzo \| Asunción \| Cerro Porteño \| 5:0 \| Sporting Cristal \| |          |                  |           |                  |
| Fecha | Lugar    | Local            | Resultado | Visitante        |
| 2 de febrero | Lima     | Sporting Cristal | 2:2       | Universitario    |
| 4 de febrero | Asunción | Cerro Porteño    | 4:2       | Olimpia          |
| 14 de febrero | Lima     | Universitario    | 2:1       | Olimpia          |
| 17 de febrero | Lima     | Sporting Cristal | 1:0       | Olimpia          |
| 19 de febrero | Lima     | Universitario    | 0:2       | Cerro Porteño    |
| 22 de febrero | Lima     | Sporting Cristal | 1:1       | Cerro Porteño    |
| 2 de marzo | Asunción | Olimpia          | 2:1       | Cerro Porteño    |
| 2 de marzo | Lima     | Universitario    | 0:1       | Sporting Cristal |
| 9 de marzo | Asunción | Olimpia          | 3:1       | Universitario    |
| 15 de marzo | Asunción | Cerro Porteño    | 1:0       | Universitario    |
| 16 de marzo | Asunción | Olimpia          | 1:0       | Sporting Cristal |
| 20 de marzo | Asunción | Cerro Porteño    | 5:0       | Sporting Cristal |

## Segunda fase

### Grupo A
| Equipo        | Pts. | PJ | PG | PE | PP | GF | GC | DG |
| ------------- | ---- | -- | -- | -- | -- | -- | -- | -- |
| Independiente | 5    | 4  | 2  | 1  | 1  | 5  | 3  | 2  |
| San Lorenzo   | 4    | 4  | 1  | 2  | 1  | 4  | 3  | 1  |
| Millonarios   | 3    | 4  | 1  | 1  | 2  | 1  | 4  | –3 |

| \| Fecha \| Lugar \| Local \| Resultado \| Visitante \| \| ----------- \| ------------ \| ------------- \| --------- \| ------------- \| \| 6 de abril \| Bogotá \| Millonarios \| 1:0 \| Independiente \| \| 11 de abril \| Bogotá \| Millonarios \| 0:0 \| San Lorenzo \| \| 24 de abril \| Buenos Aires \| San Lorenzo \| 2:0 \| Millonarios \| \| 26 de abril \| Avellaneda \| Independiente \| 2:0 \| Millonarios \| \| 5 de mayo \| Buenos Aires \| San Lorenzo \| 2:2 \| Independiente \| \| 9 de mayo \| Avellaneda \| Independiente \| 1:0 \| San Lorenzo \| |              |               |           |               |
| Fecha | Lugar        | Local         | Resultado | Visitante     |
| 6 de abril | Bogotá       | Millonarios   | 1:0       | Independiente |
| 11 de abril | Bogotá       | Millonarios   | 0:0       | San Lorenzo   |
| 24 de abril | Buenos Aires | San Lorenzo   | 2:0       | Millonarios   |
| 26 de abril | Avellaneda   | Independiente | 2:0       | Millonarios   |
| 5 de mayo | Buenos Aires | San Lorenzo   | 2:2       | Independiente |
| 9 de mayo | Avellaneda   | Independiente | 1:0       | San Lorenzo   |

### Grupo B
| Equipo        | Pts. | PJ | PG | PE | PP | GF | GC | DG |
| ------------- | ---- | -- | -- | -- | -- | -- | -- | -- |
| Colo-Colo     | 5    | 4  | 2  | 1  | 1  | 10 | 9  | 1  |
| Cerro Porteño | 4    | 4  | 2  | 0  | 2  | 8  | 9  | –1 |
| Botafogo      | 3    | 4  | 1  | 1  | 2  | 8  | 8  | 0  |

| \| Fecha \| Lugar \| Local \| Resultado \| Visitante \| \| ----------- \| -------------- \| ------------- \| --------- \| ------------- \| \| 6 de abril \| Río de Janeiro \| Botafogo \| 1:2 \| Colo-Colo \| \| 11 de abril \| Asunción \| Cerro Porteño \| 5:1 \| Colo-Colo \| \| 26 de abril \| Asunción \| Cerro Porteño \| 3:2 \| Botafogo \| \| 4 de mayo \| Santiago \| Colo-Colo \| 4:0 \| Cerro Porteño \| \| 8 de mayo \| Santiago \| Colo-Colo \| 3:3 \| Botafogo \| \| 15 de mayo \| Río de Janeiro \| Botafogo \| 2:0 \| Cerro Porteño \| |                |               |           |               |
| Fecha | Lugar          | Local         | Resultado | Visitante     |
| 6 de abril | Río de Janeiro | Botafogo      | 1:2       | Colo-Colo     |
| 11 de abril | Asunción       | Cerro Porteño | 5:1       | Colo-Colo     |
| 26 de abril | Asunción       | Cerro Porteño | 3:2       | Botafogo      |
| 4 de mayo | Santiago       | Colo-Colo     | 4:0       | Cerro Porteño |
| 8 de mayo | Santiago       | Colo-Colo     | 3:3       | Botafogo      |
| 15 de mayo | Río de Janeiro | Botafogo      | 2:0       | Cerro Porteño |

## Final
| Ida; 22 de mayo de 1973 | Independiente | 1:1 (0:0) | Colo-Colo     | Estadio La Doble Visera, Avellaneda                        |                                                            |
|                         | Mendoza 75'   |           | Sá 71' (a.g.) | Asistencia: 65 560 espectadores Árbitro(s): Milton Lorenzo | Asistencia: 65 560 espectadores Árbitro(s): Milton Lorenzo |

| Vuelta; 29 de mayo de 1973 | Colo-Colo | 0:0 | Independiente | Estadio Nacional, Santiago                                       |  |
|                            |           |     |               | Asistencia: 72 532 espectadores Árbitro(s): Romualdo Arppi Filho |  |

| Desempate; 6 de junio de 1973 | Independiente                | 2:1 (1:1, 1:1) (t. s.) | Colo-Colo   | Estadio Centenario, Montevideo                         |                                                        |
|                               | Mendoza 25' · Giachello 106' |                        | Caszely 39' | Asistencia: 50 000 espectadores Árbitro(s): José Romei | Asistencia: 50 000 espectadores Árbitro(s): José Romei |

|                                  |
| Bandera de Argentina             |
| Campeón Independiente 4.º título |

## Estadísticas

### Goleadores
| Jugador          | Club          | Goles |
| ---------------- | ------------- | ----- |
| Carlos Caszely   | Colo-Colo     | 9     |
| Francisco Valdés | Colo-Colo     | 8     |
| Saturnino Arrúa  | Cerro Porteño | 7     |
| Rubén Ayala      | San Lorenzo   | 6     |
| Dirceu           | Botafogo      | 5     |
| Sergio Ahumada   | Colo-Colo     | 4     |
| Marinho Chagas   | Botafogo      | 4     |
| Roberto Cino     | Cerro Porteño | 4     |
| Victorio Cocco   | San Lorenzo   | 4     |
| Ítalo Estupinán  | El Nacional   | 4     |
| Rodolfo Fischer  | Botafogo      | 4     |
| Jairzinho        | Botafogo      | 4     |
| Crispín Maciel   | Cerro Porteño | 4     |